# Jaukalsnava (stacja kolejowa)
Jaukalsnava (ros. Яункалснава) – stacja kolejowa w miejscowości Jaukalsnava, w gminie Madona, na Łotwie. Położona jest na linii Pļaviņas - Gulbene.
Stacja istniała w okresie międzywojennym.

## Bibliografia

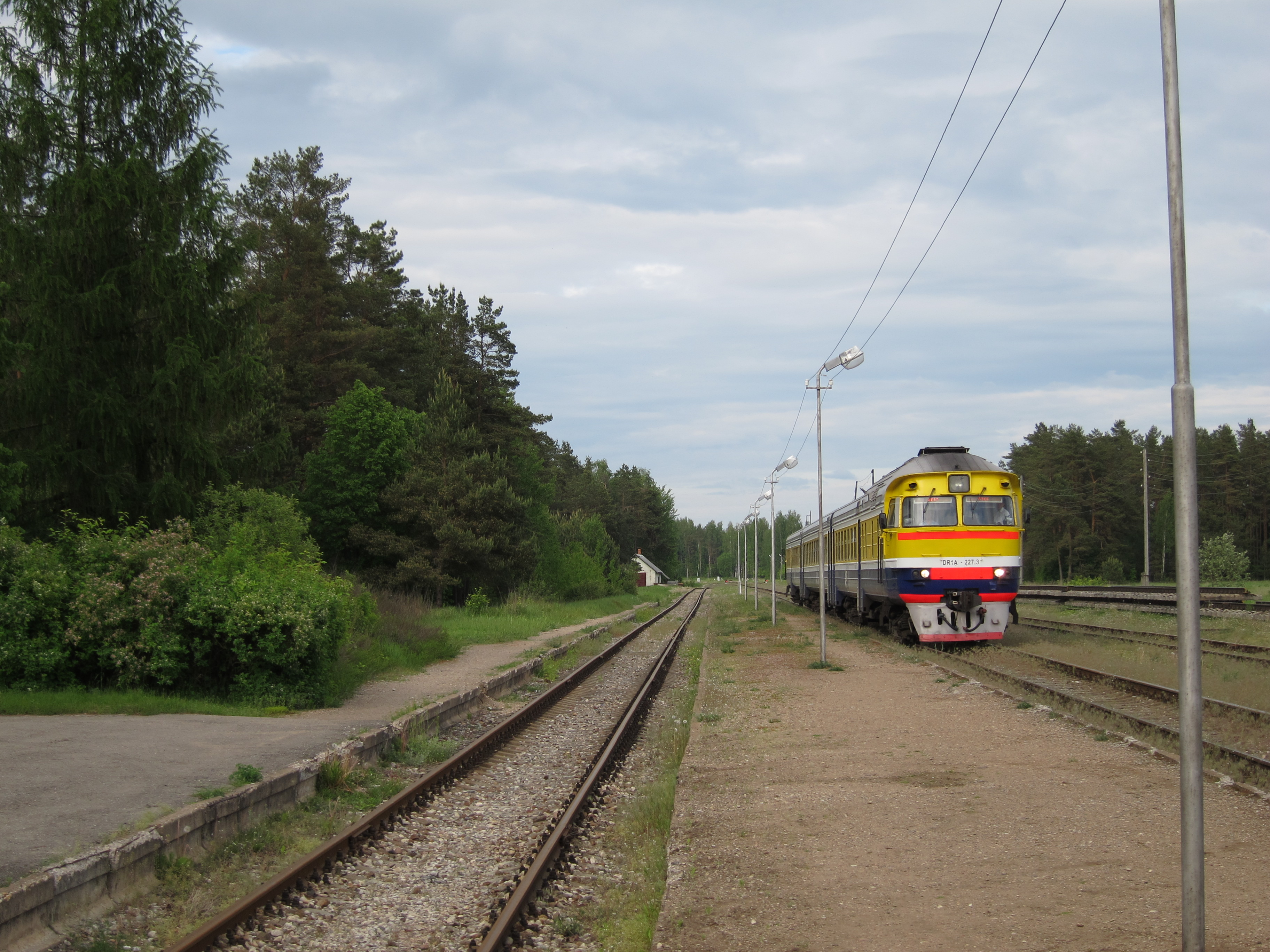
Perony stacji